# Paul Barbarin
Paul Jean Joseph Barbarin (Tarbes, 1855. október 20. – 1931. szeptember 28.) francia matematikus, a nemeuklideszi geometria kutatója és terjesztője.

## Életpályája
Rövid ideig matematikát tanult az École Polytechnique-en, de 19 éves korában átiratkozott az École Normale Supérieure-re, ahol Briot, Bouquet, Tannery és Darboux kezei után Barbarin matematikatanár lett a Nizzai Líceumban, majd a Touloni Líceum St.-Cyr Iskolájában. 1891-ben a Bordeaux-i Líceum tanára lett, ahol évekig tanított. Halálakor a párizsi École Spéciale des Travaux Publics tanára volt.
1902-ben megjelentette a La géométrie non euclidienne című könyvét, amely több kiadást és megért (1907, 1928, ez utóbbi 1990-ben fakszimilé kiadásban is) A harmadik kiadásról beszámolt a kolozsvári Keleti Újság is 1935-ben A Bolyaiak feltámadása című cikkben, amelynek alcíme: Francia tanár állított méltó emléket a két Bolyai nagyságának. Buenos Airesben a Tudományos Akadémia ismerte el Bolyai Farkas és János érdemeit – A székely fővárosban az új uccanevek adományozásánál következetesen mellőzték a Bolyaiakat.
1903-ban, amikor a Kazanyi Állami Egyetem Fizikai és Matematikai Társasága a Lobacsevszkij-díjat Hilbertnek ítélte, Barbarin a második volt a jelöltek között.
A. Papadopulosz amikor lefordította Lobacsevszkij Pangéométrie ou Précis de géométrie fondée sur une théorie générale et rigoureuse des parallèles (Pangeometry) című művét, lábjegyzetben méltatta Barbarint:
„P. Barbarin: La géométrie non euclidienne ... Ez egy kiváló bevezető tankönyv a hiperbolikus geometriáról, bár az eredmények egy részét teljes bizonyítások nélkül mutatja be. A könyv érdekes történelmi megjegyzéseket is tartalmaz. A könyv harmadik kiadása (1928) A. Buhl kiegészítő fejezeteit tartalmazza a nemeuklideszi geometria és a fizika kapcsolatáról. ... Barbarin középiskolai tanár volt Bordeaux-ban. Több eredményt köszönhetünk neki a hiperbolikus geometriával kapcsolatban, úgymint a kúpszeletek első teljes osztályozását a nemeuklideszi síkban, és új képleteket a tetraéderek térfogatára vonatkozóan.”
Barbarin az 1928-ban Bolognában megrendezett Nemzetközi Matematikai Kongresszus (ICM) meghívott előadója volt.

## Válogatott cikkei
- "Note sur le planimètre polaire." Nouvelles annales de mathématiques: journal des candidats aux écoles polytechnique et normale 19 (1880): 212–215.
- "Note sur les coordonnées bipolaires." Nouvelles annales de mathématiques: journal des candidats aux écoles polytechnique et normale 1 (1882): 15–28.
- Sur le droite de Simson. Mathesis 2 (1882) Part I, 106–108, Part II, 122–129.
- Note sur l'herpolhodie. Nouvelles annales de mathématiques: journal des candidats aux écoles polytechnique et normale 4 (1885): 538–556.
- Systèmes isogonaux du triangle. Association française pour l'avancement des sciences 2 (1896) 89–105.
- Triangles dont les bissectrices ont des longueurs données. Mathesis 16 (1896) 143–150.
- Une généralisation de théorème de Joachimstal Revue de mathématiques spéciales 4 (1897) 353–354.
- Constructions sphériques a la règle et au compas. Mathesis 19 (1899) Part I, 57–60, Part II, 81–85.
- On the Utility of Studying Non-Euclidean Geometry. The American Mathematical Monthly 8, no. 8/9 (1901) 161–163. (ford. G. B. Halsted)
- Le cinquième livre de la Métagéométrie Mathesis 21 (1901) 177–191.
- Bilatères et trilatères en Metagéométrie Mathesis 22 (1902) 187–193.
- Les cosegments et les volumes en géométrie non euclidienne. Mémoires de la Société des sciences physiques et naturelles de Bordeaux, série 6, tome 2 (1902) 25–44.
- Polygones réguliers sphériques et non-euclidiens. Le matematiche pure ed applicate 2 (1902) 137–145.
- Calculs abrégés de sinus et cosinus circulaires ou hyperboliques Mémoires de la Société des sciences physiques et naturelles de Bordeaux, série 6, tome 2 (1904) 163–188.

## Könyvei
- Études de géométrie analytique non euclidienne. Bruxelles. 1900.
- Géométrie infinitésimal non euclidienne. Lisbonne. 1901.
- La géométrie non euclidienne, 1902, 1907, 1928  (1990-ben fakszimilé) Online hozzáférés

## Fordítás
- Ez a szócikk részben vagy egészben  a   Paul Jean Joseph Barbarin című angol Wikipédia-szócikk fordításán alapul.  Az eredeti cikk szerkesztőit annak laptörténete sorolja fel. Ez a jelzés csupán a megfogalmazás eredetét és a szerzői jogokat jelzi, nem szolgál a cikkben szereplő információk forrásmegjelöléseként.